# Andrea Tompa
Andrea Tompa (geboren 4. Juli 1971 in Cluj-Napoca) ist eine rumänisch-ungarische Schriftstellerin und Theaterwissenschaftlerin.

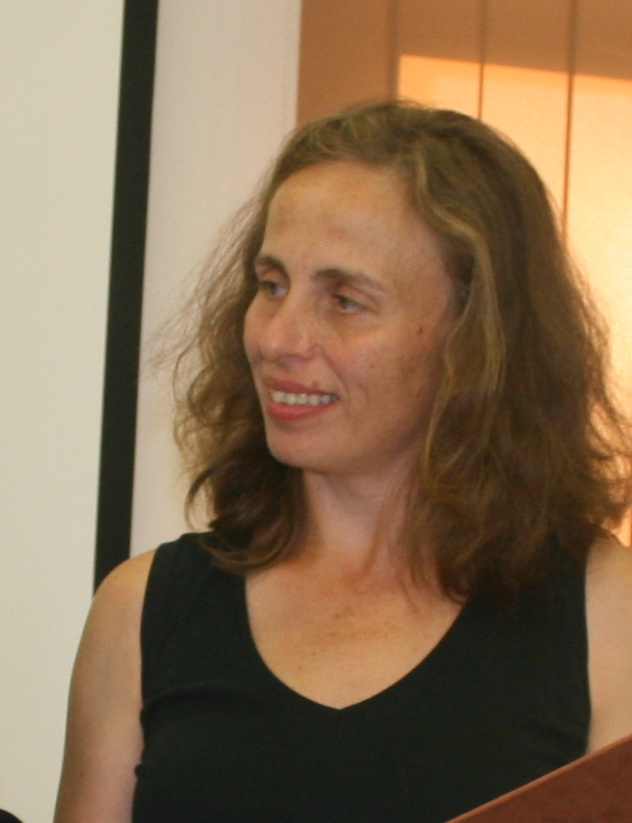
Andrea Tompa (2012)

## Leben
Andrea Tompa gehört zur ungarischen Minderheit in Rumänien. 1989 begann sie in Cluj Ungarisch und Russisch zu studieren, ab 1990 Slawistik an der Eötvös-Loránd-Universität (ELTE) in Budapest. Sie wurde 2003 bei Anna Han mit der Dissertation Színház és teatralitás Vladimir Nabokov életművében promoviert. Von 2000 bis 2008 war sie Mitarbeiterin des Országos Színháztörténeti Múzeum és Intézet (Theaterinstitut und Museum) in Budapest. Ab 2005 bis 2015 war sie Redakteurin für die Zeitschrift Színház. Seit 2008 nimmt sie einen Lehrauftrag an der Babeș-Bolyai-Universität Cluj wahr.
Tompa hat vier Romane veröffentlicht (Stand 2022). Sie erhielt verschiedene Stipendien und Auszeichnungen, darunter 2015 den Sandor-Marai-Preis. 2019 wurde sie in die Széchenyi Irodalmi és Művészeti Akadémia aufgenommen.

## Werke (Auswahl)
- István Nánay, Andrea Tompa: Hungarian theatre at the Millennium. Budapest: OSZMI, 2000
- Színházi jelenlét, színházi jövőkép. Tanulmányok a mai magyar színházi helyzetről. Budapest: OSZMI, 2005
- A teatralitás dicsérete. Orosz színházelméletek a XX. század elején. Budapest: OSZMI, 2006
- A hóhér háza. Történetek az aranykorból. Roman. Bratislava: Kalligram, 2010
- Fejtől s lábtól. Kettő orvos Erdélyben. Roman. Bratislava: Kalligram, 2013
- Omerta. Hallgatások könyve. Budapest: Jelenkor, 2017
  - Omertà. Buch des Schweigens. Roman. Übersetzung Terezia Mora. Berlin: Suhrkamp, 2022
- Haza. Roman. Budapest: Jelenkor, 2020